# 段钦
段钦（?—?），五胡十六国时代军事人物，辽西鲜卑族，段部鲜卑首领段兰的儿子，齐王段龛的弟弟。
355年前燕皇帝慕容儁派弟弟太原王慕容恪攻打割据齐地的段龛，段龛不听弟弟段羆的进言，杀了段羆。356年正月，慕容恪率兵渡黄河，离广固有一百多里，段龛和弟弟段钦率兵三万迎战。正月三十日，慕容恪在淄河大破段龛军，抓获段钦，杀死右长史袁范等人。十一月，广固城陷，段龛投降。357年，段龛被前燕所杀。